# Triuridopsis peruviana
Triuridopsis peruviana ist eine mykoheterotrophe, blattgrünlose Pflanzenart und eine von zwei Arten ihrer Gattung aus der Familie der Triuridaceae. 

## Beschreibung
Triuridopsis peruviana ist eine unverzweigt wachsende, krautige Pflanze und vollständig weiß, sie erreicht eine Wuchshöhe von 8 bis 10 Zentimeter. Das über 5 Zentimeter lange Rhizom ist zylindrisch, an jedem Knoten stehen zwei zylindrische Wurzeln sowie ein dreieckig-eiförmiges, spitz zulaufendes Schuppenblatt, letzteres wird 0,5 bis 1,5 Millimeter lang und breit. Die bis zu 25 Zentimeter lang werdenden, kahlen Wurzeln sind endogenen Ursprungs und wachsen durch das Schuppenblatt hindurch. Je Stängel stehen ein oder zwei schuppenblattartige, eiförmig-dreieckige bis breit eiförmig-dreieckige Blätter, die eine Länge von 0,5 bis 2 Millimeter und eine Breite von 1 bis 1,5 Millimeter erreichen.
Die Art ist eingeschlechtig zweihäusig (diözisch). Der Blütenstand ist eine ein- bis zwölfblütige Traube, bis zu 2 Zentimeter lang und 1 Zentimeter breit, die Blüten haben einen Durchmesser von 3,5 bis 4 Millimeter. Unmittelbar vor einem Kelchblatt steht ein 1,5 bis 2 Millimeter langes und 0,8 bis 1,8 Millimeter breites Tragblatt, die 3 bis 6 Millimeter langen Blütenstiele stehen aufrecht, bei männlichen Pflanzen sind sie zurückgebogen. Die drei, selten vier, dreieckigen Blütenhüllblätter sind 1,8 bis 2 Millimeter lang und 1,2 bis 1,4 Millimeter breit und geöffnet bis zurückgebogen, am Ansatz über 0,2 bis 0,4 Millimeter kurz verwachsen, mit aufgebogenen Rändern und einem 1,4 bis 2,5 Millimeter langen Anhängsel kurz vor der Spitze des Blütenhüllblattes, das rechtwinklig zur inneren Oberfläche steht. Von den sechs, selten acht Staubblättern stehen jeweils zwei vor jedem Blütenhüllblatt, die 0,3 Millimeter langen und 0,2 Millimeter breiten Staubbeutel haben nur eine Theka, öffnen sich mit einem Längsschlitz und sind am Rand des Schlitzes aufgebogen. Die 0,6 Millimeter langen Staubfäden sind am Ansatz verwachsen. Die 150 bis 200 Fruchtblätter sind unverwachsen, der Fruchtknoten eiförmig, 0,6 bis 0,7 Millimeter lang und 0,4 Millimeter breit. Der 0,5 bis 0,6 Millimeter lange Griffel ist spitz zulaufend, der Bereich der Narbe nicht deutlich abgrenzbar. Die Frucht ist eine blassgelbe, eiförmige Achäne, 0,5 bis 1 Millimeter lang und 0,3 bis 0,5 Millimeter breit. Die Samen sind elliptisch und rund 0,5 Millimeter lang sowie 0,3 Millimeter breit.

## Verbreitung
Die Art ist nur von den beiden Standorten der Typen bekannt, die in Peru nahe dem Amazonas gesammelt wurden. Die Pflanzen wuchsen dort im tropischen Regenwald auf hügeligem Untergrund mit vereinzelten Lichtungen. Sie waren in großen Gruppen zu finden und wuchsen an einem Ort vergesellschaftet mit Thismia panamensis und Gymnosiphon divaricatus.

## Systematik
Triuridopsis peruviana wurde 1994 durch Paulus Johannes Maria Maas und Hillegonda Maas-van de Kamer als erste Art der Gattung erstbeschrieben. Im Jahr 2000 folgte als zweite Art Triuridopsis intermedia.